# Стави Сумської області
Стави Сумської області — стави, які розташовані на території Сумської області (в адміністративних районах і басейнах річок).
На території Сумської області налічується 2191 ставок, загальною площею 11384 га, об'ємом 123,9 млн м³.

## Загальна характеристика
Територія Сумської області становить 23,8 тис.  км² (3,9 % території України). 
Вона повністю розташована в басейні Дніпра. Її площа поділяється між басейнами річок Десни (45,5 %), Сули (18,6 %), Псла (23,4 %) і Ворскли (12,5 %).
Гідрографічна мережа Сумської області включає одну велику річку Десну (120 км у межах області) та середні річки: ліву притоку Десни - р. Сейм, праву притоку Сейму - р. Клевень; ліві притоки Дніпра – р. Сула, р. Ворскла, р. Псел  та його ліву притоку р. Хорол.
В розташуванні ставків по території області є певна особливість. В північних районах області, в межах Полісся, а також у широких долинах рік Сейму та Ворскли, їх кількість значно менша, ніж на решті території області, на якій балкова мережа  розвинутіша і умови для їх будівництва сприятливіші. 
Цільове призначення ставків - значною мірою для культурно-побутового водокористування та комплексного використання, а також для зрошення, зволоження та риборозведення. 
Найбільше ставків знаходиться на території Білопільського (316 шт.), Роменського (292 шт.), Краснопільського (194 шт.) та Конотопського (183 шт.) районів. 
У Сумській області 25 % ставків  використовується на умовах оренди.

## Наявність ставків у межах адміністративно-територіальних районів та міст обласного підпорядкування Сумської області[1]
| Район, місто       | Кількість ставків, шт. | Площа ставків, га | Об'єм ставків, млн м³ | В оренді, шт. | В оренді, га |
| ------------------ | ---------------------- | ----------------- | --------------------- | ------------- | ------------ |
| Білопільський      | 316                    | 1432              | 10,6                  | 39            | 462          |
| Буринський         | 117                    | 602               | 6,5                   | 5             | 79           |
| Великописарівський | 34                     | 369               | 3,6                   | 7             | 144          |
| Глухівський*       | 37                     | 590               | 6,7                   | 5             | 62           |
| Конотопський       | 183                    | 917               | 10,5                  | 16            | 65           |
| Краснопільський    | 194                    | 1020              | 12,0                  | 86            | 773          |
| Кролевецький       | 119                    | 592               | 6,4                   | 9             | 127          |
| Лебединський       | 196                    | 626               | 7,9                   | 84            | 499          |
| Липоводолинський   | 110                    | 243               | 2,4                   | 24            | 100          |
| Недригайлівський   | 129                    | 460               | 4,9                   | 48            | 390          |
| Охтирський         | 39                     | 432               | 4,6                   | 8             | 172          |
| Путивльський       | 69                     | 348               | 4,2                   | 6             | 28           |
| Роменський         | 292                    | 1023              | 11,8                  | 80            | 532          |
| Середино-Будський  | 36                     | 168               | 2,0                   | 4             | 4            |
| Сумський           | 134                    | 1085              | 12,7                  | 70            | 736          |
| Тростянецький      | 89                     | 519               | 6,5                   | 24            | 190          |
| Шосткинський       | 31                     | 505               | 5,1                   | 7             | 268          |
| Ямпільський        | 66                     | 453               | 5,5                   | 15            | 335          |
| Разом              | 2191                   | 11384             | 123,9                 | 537           | 4966         |

Примітки: Глухівський* - дані про наявність ставків на території міст обласного підпорядкування (Суми, Глухів, Конотоп, Лебедин, Охтирка, Ромни, Шостка) включено до відповідних районів.

## Наявність ставків у межах основнихрайонів річкових басейнівна території Сумської області[1]
| Район річкового басейну | Кількість ставків, шт. | Площа ставків, га | Об'єм ставків, млн м³ | В оренді, шт. | В оренді, га |
| ----------------------- | ---------------------- | ----------------- | --------------------- | ------------- | ------------ |
| Дніпра, у тому числі    | 2191                   | 11384             | 123,9                 | 537           | 4966         |
| р. Десна                | 750                    | 4893              | 50,9                  | 106           | 1430         |
| р. Сула                 | 681                    | 2013              | 26,3                  | 128           | 922          |
| р. Ворскла              | 183                    | 1336              | 32,3                  | 39            | 506          |
| р. Псел                 | 577                    | 3142              | 14,4                  | 264           | 2108         |
| Разом                   | 2191                   | 11384             | 123,9                 | 537           | 4966         |

Всі ставки Сумської області знаходяться в басейні Дніпра. Розташування ставків між басейнами притоків Дніпра: 35 % - р. Десна, 31 % - р. Сула, 26 % - р. Псел, 8 % - р. Ворскла.